# まもって騎士
『まもって騎士』（まもってナイト）は、エインシャントが発売しているアクションゲームシリーズ。8ビットコンピュータ用ゲームソフトのようなレトロなグラフィックやサウンドを特徴とし、同社代表の古代祐三が楽曲を担当している。

## まもって騎士
『まもって騎士』（まもってナイト、英題：Protect Me Knight）は、エインシャントより2010年5月10日に配信されたXbox 360専用インディーゲームソフト。ドット絵を用いた8bit風アクションゲーム。

### システム
ゲーム開始前に、能力の異なる4人の騎士「ファイター」「アマゾン」「ニンジャ」「メイジ」の中から1人を選択する。ゲームを開始すると、画面中央にいる姫に向かって敵の軍勢が進軍してくるため、騎士を操作して敵を撃退し姫を守ることになる。敵を倒すごとに騎士がパワーアップするほか、敵の進軍を防ぐバリケードも強化される。プレイヤーのHPが0になった場合はすぐに復活するが、姫のHPが0になるとゲームオーバー。
最大4人まで同時プレイが可能。

### 操作キャラクター
ファイター
斧を用いた威力の高い攻撃を行う。HPが多い一方で移動速度が遅い。
アマゾン
槍を用いた連続攻撃を得意とする。平均的な能力を持つ。
ニンジャ
分身や自走爆弾といった特殊攻撃を用いる。移動速度が最も速い。
メイジ
炎の魔法で広範囲を攻撃する。

## みんなでまもって騎士 姫のトキメキらぷそでぃ
『みんなでまもって騎士 姫のトキメキらぷそでぃ』（みんなでまもってナイト ひめのトキメキらぷそでぃ、英題：Gotta Protectors）は、エインシャントより2014年9月10日に配信されたニンテンドー3DSダウンロード専用ソフト。
前作のシステムを大幅に発展させた内容で、城を拠点にした戦いや武器屋などの施設の登場、それらの施設のレベルアップなどの要素の他、最大4人の協力プレイ時の通信機能として、人数分のソフトを要する「ローカルプレイ」とソフトが入っていない本体とも通信できる「ダウンロードプレイ」に対応している。

### あらすじ
8bitの世界に存在する平和な国「マジカルランド」。ある日突然お城の空が赤く染まったと思いきや、お城だけが魔物の大群の中へワープしてしまう。軍隊はたまたま遠征中だったため城内に残された戦力は姫の遊び相手として集められていた「まもって騎士」の6名のみ。ローラ姫は父王から癒しの力を持つ「しゅごのみはた」を授かり、まもって騎士と共にお城を守る戦いへ身を投じていく。

### 登場人物

#### まもって騎士
ファイター
武器：斧
力自慢な若者。「アクションゲームで長い会話は嫌い」と言うなどやや短気。攻撃範囲と体力に優れているため乱戦に強い。
アマゾン
武器：細槍
伝説のビキニアーマーを装備した女兵士。本人はこの格好を嫌がっているが、入隊条件のため仕方なく着ているらしい。バランスに優れ扱いやすい性能で、どんな戦況でも柔軟に対応できる。
ニンジャ
武器：刀
褌一丁に覆面の男。ローラ姫や他の騎士からは変質者扱いされているが、本人曰くこの姿は自然と一体化する為らしい。打たれ弱いもののスキル「おきばくだん」やオートスキル「ぶんしんのじゅつ」による殲滅力に秀でている。
メイジ
武器：杖
食べる事ばかり考えている魔法使い。特に肉が好きであり武器の名前も牛肉の部位名から取られているほど。機動力と防御力に欠け、通常攻撃も途中で立ち止まってしまうため扱いづらいが、3種類の強力なMP消費の魔法攻撃を扱うことのできる上級者向けキャラクター。
ジイヤ
武器：槍
馬ではなくおまるに跨っている老騎兵。奇天烈な見た目とは裏腹に思考はいたってまともで、姫に仕えている年数とローラ姫の年齢に矛盾があることに疑問を抱いている。年金受給者であり、オートスキル「ねんきんぐらし」を習得すれば時間経過で所持金が増えていく。
アーチャー
武器：弓
眼鏡を掛けたクールな弓兵。個性派揃いのまもって騎士内でツッコミ役を引き受ける常識人だが、実は良給料目当てて騎士入りした守銭奴であり、所持金の額によりステータスが変化するオートスキルを習得する。初期状態では扱いづらいものの、「マルチアロー」や「スターダスト」など、スキル次第であらゆる状況に対応できる上級者向けキャラクター。

#### サブキャラクター
ローラ姫
声：南條愛乃
マジカルランドの姫。彼女のHPが0になると彼女の悲鳴により世界が崩壊してしまいゲームオーバーとなる。近づいたプレイヤーを「しゅごのみはた」の力で回復するほか、ホームで「しゅごのみはた」を強化すれば各種攻撃魔法で援護するようになる。
マルス
ローラ姫の弟。お城の倉庫で不思議な壺による指輪作成を行っている。
オリバー
訓練所の教官を務める男。食べ物と引き換えにスキルを習得させる。
アゲハ&ミヤマ
武器屋を経営している妖精の姉妹。ミヤマは常に怠そうにしており、アゲハは口が悪い。実はマリア姫側とも繋がっており、お城のワープも彼女たちが原因である。
お城
戦いの拠点となる城。戦闘中のレベルアップを行えるほか、強化することでローラ姫同様に矢や火の玉などで自動的に援護攻撃する。
大破してもゲームオーバーにはならないが、民の忠誠度が下がる。
民
城下に住む民衆。金をばらまくことで忠誠度が上がり、戦闘後のルーレットで貰えるアイテムの数が増える。一方、前述のように城が大破すると忠誠度が下がる。
マリア姫
「しんげきのみはた」を所持し、その力で魔物の軍を率いている魔界の王女。ある目的のため、アゲハ&ミヤマを利用してローラ姫を自分たちの元へ辿りつかせようとしている。

### 追加コンテンツ
ソフトの発売後、以下の2つの追加コンテンツが有料配信された。
第1弾
配信日：2015年3月4日
ゲーム実況や音楽活動等を行うユニット「M.S.S Project」（以下MSSP）とコラボレーションし、MSSPのメンバーが登場する専用の物語が展開される。この中では、本編には無いクラスチェンジシステムやミニゲーム等の新要素が用いられている。
第2弾
配信日：2016年1月27日
古代祐三、川口博史、細江慎治、小倉久佳音画制作所、古川元亮の各作曲家による作品内楽曲のFM音源アレンジ版がBGMに追加される。原曲とFM音源版はゲーム内で切り替え可能。
また、新マップ、新難易度の追加のほか、第1弾のクラスチェンジシステムが本編でも実装される。

### スピンオフ作品
『みんなでまもって騎士 姫のトキメキらぷそでぃ』の発売3周年を記念して、アマゾンを操作キャラクターとする横スクロールアクションゲーム『みんなでまもって騎士 アマゾンのダイエット大作戦』（英題：Gotta Protectors: Amazon's Running Diet）が公式サイト上で2017年9月に無料配信された。ファイル形式は「.nes」で、ファミリーコンピュータ用のエミュレータ等で動作する。
アマゾンの基本アクションとして、通常のジャンプのほか、空中で蹴り上げてジャンプの高度を僅かに上昇させる「連環腿」を2連続まで行うことができる。また、連環腿の操作と上下キーを組み合わせることでバク転やスライディングを行う。
ゲームプレイ時の画面は自動でスクロールし、その速度は定期的に変化する。また、ゲームが進行するごとに画面下の「WATER」ゲージが自然減少していき、コース上に配置された水のパネルを取ると回復、ケーキのパネルを取ると大きく減少する。なお、本作にはゴールが無く、「WATER」ゲージが尽きた時点でゲームオーバーとなる。
ゲーム終了後には、走行距離、取得したケーキの数、摂取カロリーと消費カロリーの差値のデータと共に、カロリーの状況に見合った体形をしたアマゾンのグラフィックも表示される。

## すすめ!! まもって騎士 姫の突撃セレナーデ
『すすめ!! まもって騎士 姫の突撃セレナーデ』（すすめ まもってナイト ひめのとつげきセレナーデ）は、2019年10月10日に発売されたNintendo Switch用ソフト。
本作では拠点の城が線路に沿って移動し、途中のチェックポイントに城が到達すると敵が多数出現、終点にある敵の城に自軍の城を体当たりさせ破壊すればステージクリアとなる。
また、マルチプレイについては、これまでのオフライン状態だけではなく、シリーズ初のオンラインマルチプレイに対応している。